# Система моніторингу стану машини
Система моніторингу стану машини (англ. Vehicle Health Monitoring System) - система дистанційного діагностування технічного стану вузлів і агрегатів з постійним обміном даних між машиною і оператором сервісної служби. В результаті цього сервісний персонал постійно отримує інформацію про технічний стан систем машини, може прогнозувати можливі відмови і планувати необхідну сервісне обслуговування. Потреба в такій системі обгрунтована високими витратами через простої машин для усунення наслідків виникнення раптової відмови і проведення діагностування перед ТО, тривалість якого може досягати декількох годин.
Приклади: компанія Komatsu в кінці 90-х рр. розробила систему VHMS (Vehicle Health Monitoring System) для технічно складних технологічних комплексів, які працюють в гірничій промисловості.